# Riedern am Wald
Riedern am Wald ist ein Ortsteil der baden-württembergischen Gemeinde Ühlingen-Birkendorf im Landkreis Waldshut.

## Geografie
Riedern am Wald liegt auf 702 m NHN zwischen den Tälern der Mettma und Schlücht. Auf der Gemarkung liegen die Weiler und Höfe Riedersteg, Muckwies, Lochhäuser, Mandacherhof, Weilerhöfe und Berchle sowie die Burgruine Mandach.

## Geologie
Riedern liegt auf der Südostabdachung des Südschwarzwaldes im Hotzenwald. Der Grundgebirgssockel lagert hier bereits so tief, dass sich auf ihm um Riedern Schichten des Deckgebirges erhalten haben, die weiter westlich auf den Höhen des Schwarzwaldes weitgehend der Abtragung anheimgefallen sind. Diese Schichten bestehen aus Buntsandstein und unterem Muschelkalk.
Während sich die Lochhäuser, die Ruine Mandach und der Mandachhof noch im Granitgebiet des Grundgebirges befinden, liegen die Weilerhöfe – weiter östlich, tektonisch also tiefer – bereits auf Buntsandstein wie auch die unteren Muckwieshäuser. Bei den oberen Gebäuden bildet dagegen bereits der tektonisch noch tiefer lagernde untere Muschelkalk den Untergrund.
Der Dorfbach hat sich zwischen Hürrlingen und Riedersteg so tief in die Deckgebirgsauflage eingeschnitten, dass unter dem Muschelkalk und Buntsandstein im Talgrund das Grundgebirge (Granit von Sankt Blasien) freigelegt wurde.
Sowohl die Böden des unteren Muschelkalks als auch die des oberen Buntsandsteins sind landwirtschaftlich gut nutzbar, weshalb der Wald weitgehend auf die Grundgebirgsböden am West- und Südrand der Gemarkung zurückgedrängt wurde.
Im Grundgebirge treten auf der Gemarkung unterschiedliche Granite auf. Südlich der Weilerhöfe (Schlosshalde, Finsterhölzle, Raitach) ist dies der Wellendingen-Granit, nördlich davon (Weilerholz, Wieleck, Säghalde, Erlenberg) der Sankt-Blasien-Granit. Beides sind mittelkörnige, graue Biotitgranite, wobei der Wellendingen-Granit weißgrau und stellenweise grobkörniger ist als der Granit von Sankt Blasien und große Feldspatkristalle aufweist.
Der nur geringmächtige Buntsandstein besteht aus vorwiegend weißgrauen, violetten, aber auch rotbraunen Sand- und Tonsteinen. Der Untere Muschelkalk hat auf dem Kreisgebiet eine Mächtigkeit von etwa 50 m und besteht aus meist grauen Ton-, Mergel- und Dolomitgesteinen.
Da sich die Gebirgsabdachung nach Osten fortsetzt, sind jenseits des Schlüchttales zusätzlich noch jüngere Schichten, der mittlere Muschelkalk und ein Rest oberer Muschelkalk, erhalten. Dieser dominiert dann jenseits des Steinatales. Weder der geringmächtige Buntsandstein noch der untere Muschelkalk weisen auf der Riederner Gemarkung eine Schichtstufe auf. Erst die harten Kalke und Dolomite des oberen Muschelkalks treten als Stufenbildner über dem mittleren Muschelkalk in Erscheinung. Wir befinden uns um Riedern also in einem Übergangsbereich zwischen dem Südschwarzwälder Grundgebirge und dem südlichsten Teil des Südwestdeutschen Schichtstufenlandes.
siehe auch Liste der Geotope im Landkreis Waldshut

## Gegenwart
Die für Riedern historisch bedeutsame Klosteranlage befindet sich seit 1968 im alleinigen Besitz der Pfarrgemeinde. Sie kann laut Pfarrgemeinderat mit den „gekürzten Finanzmitteln“ für die Kosten von Erhalt und Betrieb – „Sanierungen […], Museum, Ausstellungen, Klosterlädele, Kulturveranstaltungen und Gruppen“ – nicht mehr betrieben werden. Ein überregional bekannter „Mittelaltermarkt und die Freilichtspiele“ seien gut eingeführt und „an ehrenamtlicher Unterstützung der Bevölkerung fehle […] es nicht.“ Der seit 2021 bestehende Arbeitskreis Zukunft des Klosters, der einen Verkauf des Klosters vermeiden will, veranstaltete im März 2022 eine Besprechung mit Politikern, Vertretern der Gemeinden und der Kirche mit dem Ziel, mittels Fördermöglichkeiten und einer „Weiterentwicklung der Finanzierung […] gemeinsam an einem Konzept zu arbeiten, damit die Klosteranlage für die Bevölkerung zugänglich bleibe.“

## Geschichte
Riedern am Wald war einst, wie das benachbarte Ühlingen, Standort eines weit vorgeschobenen Wachtpostens der Römer.

### Klostergründung
Im Jahr 1214 wird in einer Urkunde von Papst Innozenz III. erstmals das Kloster Riedern am Wald genannt und damit auch die Ortschaft erwähnt. Die Vorgeschichte des Riederner Klosters fand in der Nachbarschaft statt: Die Grundlagen legte 1110 Marquart, ein Freiherr von Krenkingen, der in Detzeln eine „Klosterniederlassung nach der Regel des hl. Augustinus gestiftet“ hatte. König Konrad III. bestätigte die Gründung 1152, die Königsurkunde weist damit schon auf eine bedeutende Anlage hin. 
Ab 1166 wurde das Kloster in Tiezelenheim (Detzeln) nicht mehr erwähnt und die Nennung in der päpstlichen Urkunde 1214 belegt die Verlegung nach Riedern.

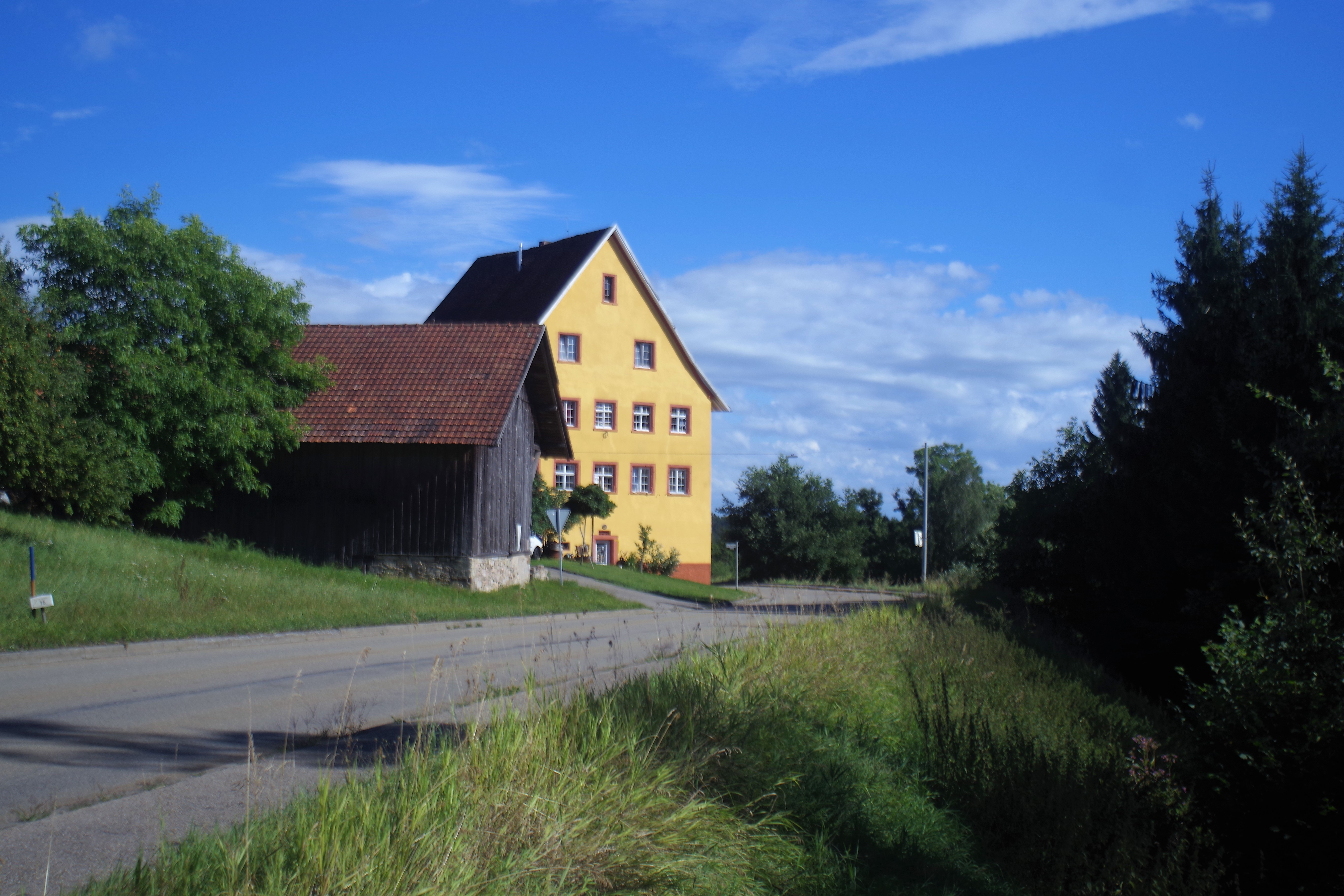
Gebäude des ehemaligen Frauenklosters

### Frauenkloster
Noch im 12. Jahrhundert ließen sich in Riedern auch Schwestern, die meist aus Adelsfamilien stammten, nieder. Überliefert ist die Anwesenheit einer Gräfin von Toggenburg namens Mechthilde um das Jahr 1200. „Das Frauenkloster, das man nach seiner Lage die untere Propstei bezeichnete, hatte mit der oberen Propstei [bis 1350] eine gemeinsame Verwaltung. […] und entwickelte sich nun selbstständig. Vom Ende des 15. Jahrhunderts an stand es unter einem Kanonikus von Kreuzlingen und blühte unter der sorgfältigen Leitung günstig auf.“

### 17. und 18. Jahrhundert
Im Dreißigjährigen Krieg (1618–1648) mehrfach zerstört und wiederaufgebaut, brannte das Kloster am 16. Juli 1740 ab. Danach erfolgte der Wiederaufbau im Stil des Barock mit Hilfe des Augustiner-Chorherrenstiftes Kreuzlingen, unter dem Abt Johann Baptist Dannegger. […] Am 30. Juni 1749 erfolgte die Einweihung der neuerbauten Gebäude durch den Weihbischof von Konstanz und Titularbischof von Domitiopolis, Franz Carl Joseph Graf Fugger. Diese Anlage besteht noch heute.

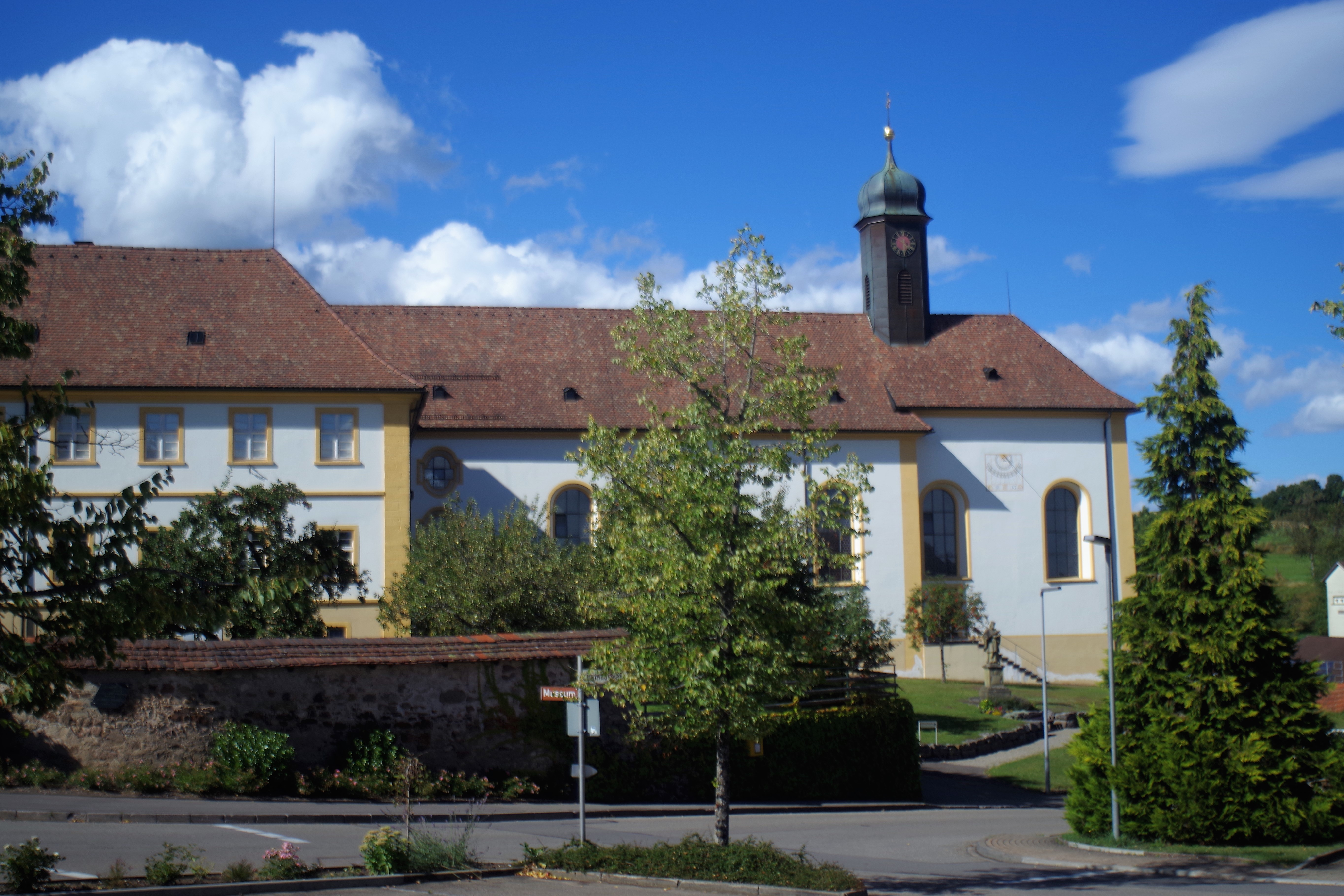
Kirche St. Leodegar

„Die Pfarrkirche ist 1742 erbaut und hat St. Leodegar (2.10.) als Patron. Kirche, Pfarr-, Schul-, und Rathaus wren die Hauptgebäude der sogenannten oberen Propstei. Auf dem Kirchplatz ist eine in Steingut ausgeführte, lebensgroße Statue des hl. Johannes Nepomuk mit der Jahreszahl MDCCXL“ (1715).

### 19. Jahrhundert
Das Kloster Riedern am Wald war durch das Stift in Kreuzlingen in Schweizer Hand und konnte daher 1803 nicht aufgehoben werden. Man entschloss sich 1812 zum Verkauf an Privatleute.
Schwarzenbergische Armee

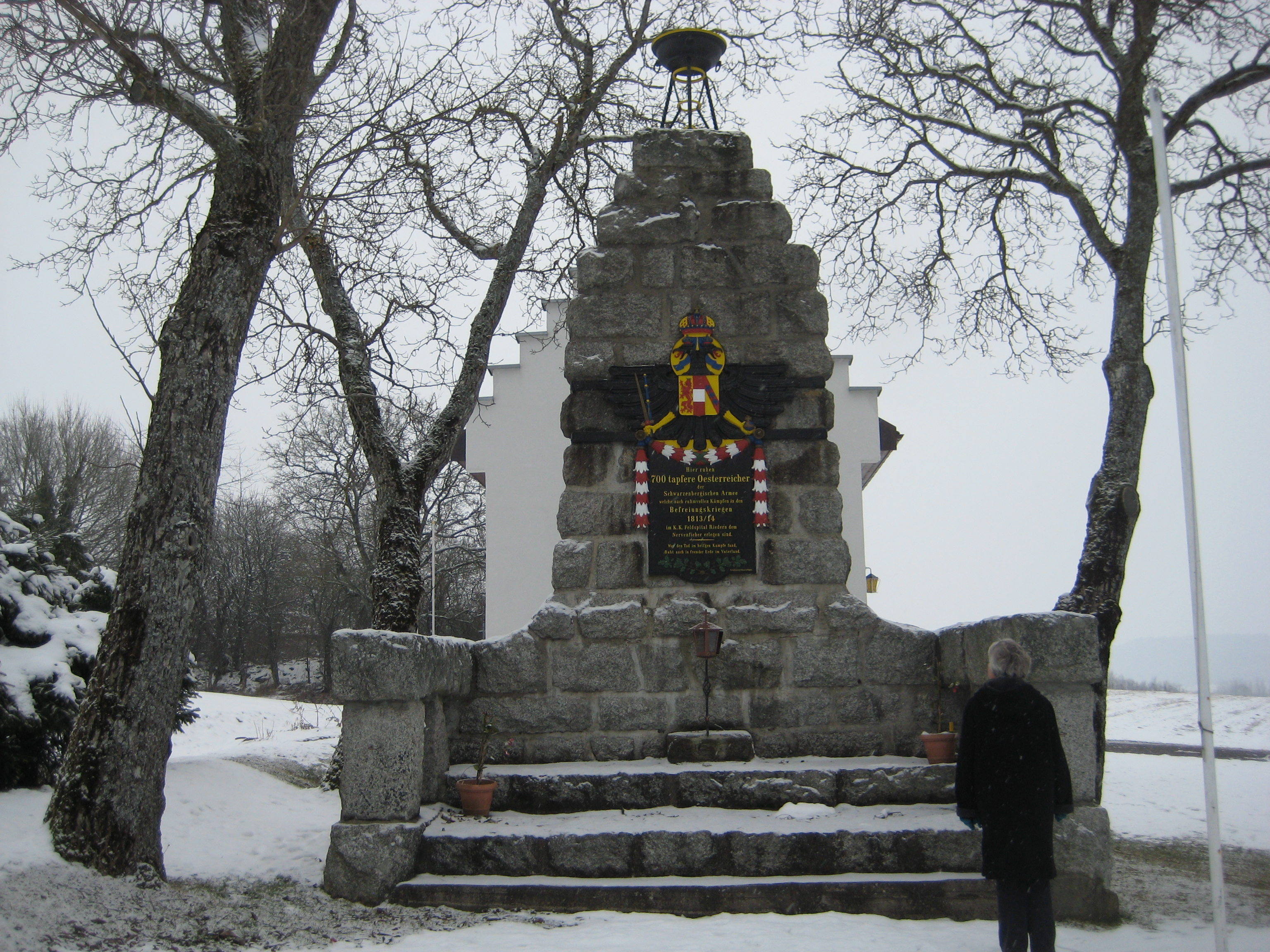
Denkmal für die 1813–1814 im ehemaligen Kloster gestorbenen Soldaten der Schwarzenbergischen Armee

Nach dem Fehlschlag des napoleonischen Frankreichs im Russlandfeldzug 1812 nahm an den 1813 folgenden Befreiungskriegen eine europäische Allianz auch mit Österreich teil – hier unter anderem mit der sogenannten Schwarzenbergische Armee. Der weitverzweigten Familie der Schwarzenberger gehörten auch die Fürsten von Schwarzenberg mit ihrer Herrschaft Klettgau (bis 1812) an. 
Die österreichische Armee unter Karl Philipp zu Schwarzenberg befand sich 1814 nach der Eroberung von Paris und der Abdankung Napoleons in Teilen auf dem Rückmarsch entlang der Hochrheinlinie. Dabei starben „in dem im Kloster eingerichteten Feldspital an Nervenfieber“ 700 Soldaten. Zur Grabstätte „pilgerten früher Leute aus den Gegenden, besonders Familienangehörige aus Österreich. Im Jahre 1865 wurde auf dem Platze eine Kapelle erbaut, die aber aus Mangeln an Mitteln nur aus Holz war.“ Auch der Versuch eines 1908 in Wien gebildeten Komitees zum Bau einer massiven Gedächtniskapelle kam nach dem Abriss des Holzbauwerks nicht über die Grundmauern hinaus.

### 20. Jahrhundert
Den 700 Soldaten wurde 1904 das heutige Kriegerdenkmal erstellt.
„Im Weltkrieg (1914–1918) verlor Riedern am Wald 19 Gefallene und 1 Vermißten, im Weltkrieg (1939–1945) 26 Gefallene und 4 Vermißte.“
Am 1. Dezember 1972 wurde Riedern am Wald nach Hürrlingen (1971) und Obermettingen (1972) in die Gemeinde Ühlingen eingegliedert. Diese bildeten am 1. Januar 1975 zusammen mit Untermettingen (1974), Birkendorf, Berau und Brenden die neue Gemeinde Ühlingen-Birkendorf.

## Persönlichkeiten
- Heinrich Ernst Kromer (1866–1948), Schriftsteller
- Alwin Albrecht, 1946–1958 Direktor des Staatstechnikums Konstanz
- Johann Strittmatter von Hartschwand, seit 1927 Pfarrer und 1952 zum Ehrenbürger der Gemeinde ernannt
- Albert Keller († 1956), Uhrmachermeister (Werkstatt mit Uhrensammlung)
- Georg Gänswein (* 1956), Kurienerzbischof der römisch-katholischen Kirche, Präfekt des Päpstlichen Hauses, Privatsekretär von Papst Benedikt XVI. bis zu dessen Tod Silvester 2022

## Trivia
1905 verlebte der damals achtzehnjährige Charles de Gaulle seine Sommerferien bei Pfarrer Mayer in Riedern am Wald, um seine Deutschkenntnisse zu verbessern. Er nahm auch an einer Wallfahrt nach Einsiedeln (Schweiz) teil.